# Аніс аль-Давла
Аніс аль-Давла (перс. انیس‌الدوله; померла у 1896 році) — королівська дружина шаха Персії Насер ад-Діна Шаха Каджара (правління 1848—1896). Найголовніша у його гаремі з 85 дружин.

## Біографія
Вона була дочкою збіднілого пастуха з села Аммамех в Лавасані, на північний схід від Тегерана. Її справжнім ім'ям було Фатема Солтан. У дитинстві вона підробляла пастухом. У 1859 році стала служницею Джейран в Каджарському гаремі. Вона стала фавориткою шаха після смерті Джейран в 1860 році.
За короткий час вона спочатку стала його коханкою-дружиною (перською: Sīḡa), потім його фавориткою (перською: Anīs-al-Dawla, ім'я, під яким її будуть згадувати з часом) і, нарешті, його королівською дружиною (перською: Sīḡa toʿAqdī). Маючи сильний характер і великий розум,  Аніс аль-Давла мала право говорити відкрито, віддавати накази, розмовляти з гостями, виїжджати за межі гарему та їсти за столом самого шаха. Вона регулярно приєднувалася до нього перед сном після того, як його відвідували інші дружини; вона також була єдиною, хто відкрито його критикував. Хоча у шаха були інші фаворити, такі як її власна служниця Аміна Акдас, вона залишалася його головною фавориткою.
У неї було велике бажання побувати на Заході. У 1873 році вона дійсно супроводжувала шаха під час його візиту до Москви; однак вона була змушена перервати візит і повернутися після церемоніального непорозуміння: мер Москви вирішив зустріти гостей біля воріт та подарувати квіти дружині шаха, що було неприпустимо для мусульманського суспільства. Шах вирішив відправити дружину додому, щоб уникнути культурних конфузів. Але Аніс аль-Давла звинуватила прем'єр-міністра Мірзу Госейна Хана Мошира од-Доулеха у своїй перерваній подорожі та домоглася його усунення з посади.
У гаремі вона мала перевагу над іншими вісімдесятьма п'ятьма дружинами. Вона подружилася з матер'ю шаха Малек Джахан Ханум і взяла на себе її обов'язки після її смерті в 1873 році. Отримувала дохід від округів, а не зарплату, як інші жінки. Вона приймала дружин керівників іноземних представництв і високопоставлених гостей. Її вплив на шаха призвів до того, що вона отримала багато звернень від прохачів.
Було багато зроблено фотографій її та двору, які є свідченням життя в Персії в дев'ятнадцятому столітті та модернізації, над якою працював Шах Насер Аль-Дін.